# Pelidnota subandina
Pelidnota subandina är en skalbaggsart som beskrevs av Ohaus 1905. Pelidnota subandina ingår i släktet Pelidnota och familjen Rutelidae. Utöver nominatformen finns också underarten P. s. orellanai.